# Juncus bolanderi
Juncus bolanderi es una herbácea de la familia de las juncáceas. Es nativa de Norteamérica desde British Columbia hasta el norte de California, donde crece en muchos tipos de hábitos húmedos, tales como pantanos, playas y praderas. 

## Descripción
Es una planta herbácea rizomatosa perenne que forma racimos de tallos lisos de hasta aproximadamente 80 centímetros de largo. La inflorescencia se compone de uno o más grupos de muchas flores minúsculas acompañados por una larga bráctea. Cada flor tiene segmentos marrones y puntiagudos, cada uno de unos 3 milímetros de largo.

## Taxonomía
Juncus bolanderi fue descrita por George Engelmann y publicado en Transactions of the Academy of Science of St. Louis 2: 470–471. 1868.
Etimología
Juncus: nombre genérico que deriva del nombre clásico latino de jungere = , "para unir o vincular", debido a que los tallos se utilizan para unir o entrelazar".
bolanderi: epíteto latino otorgado en honor del recolector de plantas  Henry Nicholson Bolander (1831-1897).